# Danh sách giải thưởng và đề cử của Coldplay
Coldplay là một ban nhạc Alternative Rock của Anh thành lập ở Thủ đô Luân Đôn. Các thành viên gồm Chris Martin (hát chính, chơi guitar, piano), John Buckland (chơi guitar), Guy Berryman (chơi bass) và Will Champion (chơi trống, bộ gõ). Họ đã cho ra mắt sáu album phòng thu trong sự nghiệp bao gồm Parachutes (2000), A Rush of Blood to the Head (2002), X&Y (2005), Viva la Vida or Death and All His Friends (2008), Mylo Xyloto (2011), Ghost Stories (2014) - tất cả đã bán được hơn 55 triệu bản trên toàn cầu. Ban nhạc cũng cho sáng tác khoảng 20 đĩa đơn, bao gồm "Yellow", bản hit đầu tiên của nhóm lọt vào bảng xếp hạng Billboard cho Alternative Songs; "Speed of Sound", bài hát thứ hai của nhóm lọt vào UK Singles Chart; "Viva la Vida" là đĩa đơn đầu tiên của nhóm ở Hoa Kỳ và Vương quốc Anh cùng với Paradise năm 2012 cùng đạt #1, đạt nhiều thứ hạng cao trên các bảng xếp hạng khác ở châu Âu.
Coldplay đã nhận được 59 giải thưởng từ 191 đề cử. Họ đã nhận 8 giải trên 20 đề cử của Giải Brit: đều thắng giải Album Anh xuất sắc nhất và Nhóm nhạc Anh xuất sắc nhất 3 lần. Họ đã giành 7 Giải Grammy trong 30 lần đề cử. Năm 2009 là năm thành công nhất của họ khi nhận được 7 đề cử tại lễ trao giải Grammy lần thứ 51, mặc dù họ chỉ thắng được 3 giải. Coldplay cũng nhận được 9 giải MTV, trong đó gồm 5 giải từ 17 lần đề cử của Giải Video âm nhạc của MTV, và 4 giải từ 13 lần đề cử của Giải MTV Video của châu Âu. MV "The Scientist" đã thắng tất cả các đề cử mà ca khúc này nhận tại lễ trao Giải Video âm nhạc của năm 2003. Ban nhạc cũng giành được 3 giải Âm nhạc quốc tế và 4 giải Âm nhạc Billboard. Nhóm cũng nhận 6 giải Q từ 19 đề cử và giành được giải Album xuất sắc nhất cho 3 trong 5 album của họ.

## Giải thưởng Âm nhạc Mỹ
Giải thưởng Âm nhạc Mỹ là một giải thưởng danh giá hàng năm được trao bởi các thành tích xuất sắc của các nghệ sĩ trong thị trường âm nhạc Mỹ trong lĩnh vực thu âm, được phát sóng trực tiếp trên kênh ABC. Coldplay đã không nhận được giải nào dù cho có tới 5 đề cử.
| Năm  | Đề cử / Tác phẩm                          | Giải thưởng                             | Kết quả |
| ---- | ----------------------------------------- | --------------------------------------- | ------- |
| 2005 | Coldplay                                  | Nghệ sĩ Alternative Rock yêu thích nhất | Đề cử   |
| 2008 | Coldplay                                  | Nghệ sĩ của năm                         | Đề cử   |
| 2008 | Coldplay                                  | Nhóm/ Ban nhạc Pop/ Rock yêu thích nhất | Đề cử   |
| 2008 | Coldplay                                  | Nghệ sĩ Alternative Rock yêu thích nhất | Đề cử   |
| 2008 | Viva la Vida or Death and All His Friends | Album Pop/ Rock yêu thích nhất          | Đề cử   |

## Giải Âm nhạc BBC
| Năm  | Đề cử / Tác phẩm      | Giải thưởng     | Kết quả |
| ---- | --------------------- | --------------- | ------- |
| 2014 | "A Sky Full of Stars" | Bài hát của năm | Đề cử   |

## Giải Âm nhạc Billboard
Giải Âm nhạc Billboard là một giải thưởng uy tín được trao hàng năm bởi tạp chí Billboard. Coldplay đã nhận được 4 giải từ 7 đề cử.
| Năm                   | Đề cử / Tác phẩm                | Giải thưởng                            | Kết quả   |
| --------------------- | ------------------------------- | -------------------------------------- | --------- |
| 2012                  | Coldplay                        | Top Song ca/ Nhóm nhạc yêu thích nhất  | Đề cử     |
| 2012                  | Coldplay                        | Top Nghệ sĩ Rock yêu thích nhất        | Đoạt giải |
| 2012                  | Coldplay                        | Top Nghệ sĩ Alternative yêu thích nhất | Đoạt giải |
| 2012                  | Mylo Xyloto                     | Top Album Rock yêu thích nhất          | Đoạt giải |
| 2012                  | Mylo Xyloto                     | Top Alternative Album                  | Đoạt giải |
| 2012                  | "Paradise"                      | Top Bài hát Rock yêu thích nhất        | Đề cử     |
| 2012                  | "Paradise"                      | Top Alternative Song                   | Đề cử     |
| 2013                  | Coldplay                        | Top Song ca/ Nhóm nhạc yêu thích nhất  | Đề cử     |
| 2013                  | Coldplay                        | Top Nghệ sĩ Rock yêu thích nhất        | Đề cử     |
| 2013                  | Coldplay                        | Top Lưu diễn Rock yêu thích nhất       | Đề cử     |
| 2015                  |                                 |                                        |           |
| Coldplay              | Top Nghệ sĩ Rock yêu thích nhất | Đề cử                                  |           |
| Ghost Stories         | Top Album Rock yêu thích nhất   | Đoạt giải                              |           |
| "A Sky Full of Stars" | Top Bài hát Rock yêu thích nhất | Đề cử                                  |           |

## Giải Brit
Giải Brit là giải thưởng thường niên của Hội Công nghiệp Ghi âm Anh.
| Năm  | Đề cử / Tác phẩm                          | Giải thưởng                        | Kết quả   |
| ---- | ----------------------------------------- | ---------------------------------- | --------- |
| 2001 | Coldplay                                  | Best British Group                 | Đoạt giải |
| 2001 | Coldplay                                  | Best British Newcomer              | Đề cử     |
| 2001 | Parachutes                                | Album Anh xuất sắc nhất            | Đoạt giải |
| 2001 | "Yellow"                                  | Best English Video                 | Đề cử     |
| 2001 | "Yellow"                                  | Best British Single                | Đề cử     |
| 2002 | "Trouble"                                 | Video Anh xuất sắc nhất            | Đề cử     |
| 2003 | A Rush of Blood to the Head               | Album Anh xuất sắc nhất            | Đoạt giải |
| 2003 | Coldplay                                  | Nhóm nhạc Anh xuất sắc nhất        | Đoạt giải |
| 2006 | Coldplay                                  | Nhóm nhạc Anh xuất sắc nhất        | Đề cử     |
| 2006 | Coldplay                                  | Best Live Act                      | Đề cử     |
| 2006 | "Speed of Sound"                          | Đĩa đơn Anh xuất sắc nhất          | Đoạt giải |
| 2006 | X&Y                                       | MasterCard British Album           | Đoạt giải |
| 2009 | Coldplay                                  | Best British Group                 | Đề cử     |
| 2009 | Coldplay                                  | Best British Live Act              | Đề cử     |
| 2009 | "Viva la Vida"                            | Best British Single                | Đề cử     |
| 2009 | Viva la Vida or Death and All His Friends | Best British Album                 | Đề cử     |
| 2010 | A Rush of Blood to the Head               | Best Album of the Last 30 Years    | Đề cử     |
| 2012 | Coldplay                                  | Nhóm nhạc Anh xuất sắc nhất        | Đoạt giải |
| 2012 | Mylo Xyloto                               | Album Anh của năm                  | Đề cử     |
| 2013 | "Princess of China" (với Rihanna)         | Đĩa đơn Anh của năm                | Đề cử     |
| 2013 | Coldplay                                  | Trình diễn trực tiếp xuất sắc nhất | Đoạt giải |
| 2015 | Coldplay                                  | Nhóm nhạc Anh xuất sắc nhất        | Đề cử     |